# Havaj
Havaj é um município da Eslováquia, situado no distrito de Stropkov, na região de Prešov. Tem 14,26 km² de área e sua população em 2018 foi estimada em 399 habitantes.

## Demografia
| Ano:        | 1994 | 2004   | 2014   | 2024   |
| ----------- | ---- | ------ | ------ | ------ |
| Broj ljudi: | 415  | 420    | 398    | 393    |
| Razlika:    |      | +1,20% | -5,23% | -1,25% |

| Ano:               | 2023 | 2024   |
| ------------------ | ---- | ------ |
| Número de pessoas: | 404  | 393    |
| Diferença:         |      | -2,72% |